# Diplothyron fuscus
Diplothyron fuscus är en spindelart som beskrevs av Alfred Frank Millidge 1991. Diplothyron fuscus ingår i släktet Diplothyron och familjen täckvävarspindlar.
Artens utbredningsområde är Venezuela. Inga underarter finns listade i Catalogue of Life.